# Gueto de Riga

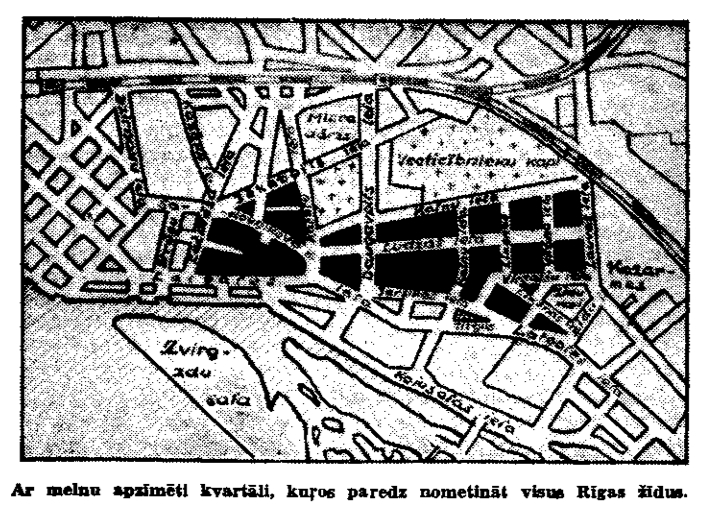
Plànol del gueto de Riga.

El gueto de Riga cobria una petita àrea a Maskavas Forštate, un barri de Riga, la capital de Letònia, designat pels nazis per concentrar els jueus de Letònia, i posteriorment a altres deportats provinents d'Alemanya, durant la Segona Guerra Mundial.
El 25 d'octubre de 1941, els nazis van traslladar a tots els jueus de Riga i dels seus voltants al gueto mentre els habitants no jueus van ser expulsats de la zona. La majoria dels jueus de Letònia (uns 24.000) van ser assassinats entre el 30 de novembre i el 8 de desembre de 1941 en la massacre de Rumbula. Els nazis van transportar un gran nombre de jueus alemanys al gueto, la majoria d'ells van morir més tard en altres massacres.
Encara que el gueto de Riga comunament es coneix com una única entitat, en veritat n'hi va haver diversos «guetos». El primer va ser el gueto gran dels jueus letons. Després de la massacre de Rumbula, els jueus supervivents letons van ser concentrats en una àrea més petita dintre del gueto original, que es va conèixer com el «gueto petit». El gueto petit estava dividit en seccions per a homes i dones. L'àrea del gueto no assignada al gueto petit, es va reassignar pel jueus que eren deportats d'Alemanya, aquest sector se'l coneixia com el «gueto alemany».
Va ser dirigit pel capità de les SS Eduard Roschmann, que també va ser responsable del Camp de concentració de Kaiserwald, als afores de la ciutat.

## Restriccions imposades als jueus

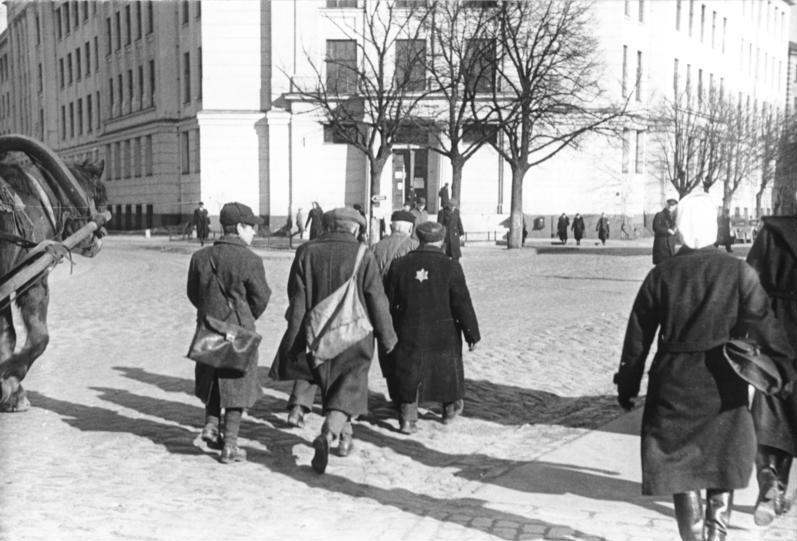
Fotografia de 1942 en Riga amb jueus portant la estrella groga de sis puntes

A començaments de juliol de 1941 l'exèrcit alemany va ocupar Riga i tot el país, començant a aplicar les primeres mesures i atacs contra els jueus, per la qual cosa va comptar amb la col·laboració de part de la població civil letona. Pocs dies després d'haver ocupat la ciutat va organitzar la crema de totes les sinagogues de la ciutat.
Els alemanys van emetre una sèrie de decrets que pertocaven directament als jueus, prohibint-los el trànsit per llocs públics, inclosos parcs i piscines, i obligant-los a dur sempre una estrella groga de sis puntes en la seva roba, arriscant la mort en cas de no fer-ho, imposant-se després l'obligació de portar una segona estrella per facilitar la seva identificació entre la multitud, doncs no se'ls permetia usar les voreres. Els jueus rebien, a més a més, solament la meitat de la ració alimentària d'un ciutadà no jueu.
Se'n va establir una «Oficina d'Assumptes Jueus», la qual va començar a aplicar polítiques inspirades a les Lleis de Nuremberg, les quals preveien la prohibició de matrimonis entre jueus i no jueus, comminant el divorci als matrimonis ja establerts i en cas de no acceptar se'ls obligava a l'esterilització. Paral·lelament se'ls va prohibir als metges jueus tractar no jueus, i a metges no jueus tractar jueus.

## Establiment del gueto
El 21 de juliol de 1941, el comandament d'ocupació de Riga va decidir concentrar els treballadors jueus en un gueto. Tots els jueus van ser registrats i es va crear un Judenrat (Consell Jueu), tal com es feia en altres guetos. Sent escollits per al consell, alguns dels més destacats jueus de la ciutat, entre els que es contava a Eljaschow, Blumenthal i Minsker. Els membres del Consell van rebre grans bandes blanques amb una estrella de David blava en ells, que els va donar el dret a utilitzar les voreres i a conduir automòbils.
El 23 d'octubre de 1941, les autoritats d'ocupació van emetre una ordre que obligava a traslladar a tots els jueus, el 25 d'octubre de 1941, a Forštate Maskavas (en català: suburbi Moscou) un barri de Riga. Com a resultat, al voltant de 30.000 jueus van ser concentrats en una petita àrea de 16 illes urbanes amb filferro espinós. Qualsevol persona que s'acostés massa al filat era ferit de bala pels guàrdies letons estacionats prop del perímetre del gueto. La guàrdia letona, que era comandada per la policia alemanya de Danzig, estava autoritzada a disparar a l'atzar durant la nit.
Mentre que els jueus eren reubicats al gueto, els nazis confiscaven les seves propietats i els robaven béns, doncs a aquests se'ls va permetre prendre molt poc per al gueto, i el que quedava fora, romania sota el control d'una autoritat de l'ocupació coneguda com l'Oficina d'Administració Fiduciària (en alemany: Treuhandverwaltung). Trens sencers carregats amb béns robats als jueus van ser enviats a Alemanya. Mentre que allò que passava per alt per als alemanys, era robat per la policia letona, considerant-ho com una forma de compensació per participar en els assassinats.

## Assassinats en massa
El setembre del 1941, Adolf Hitler, a instàncies de Reinhard Heydrich i Joseph Goebbels, havia decretat l'expulsió dels jueus d'Alemanya cap a l'est. Encara que el destí previst inicialment era Minsk, donada la seva sobrepoblació, els trens de deportació van ser desviats a Riga, la qual també superava la seva capacitat.
Entre el 30 de novembre i el 9 de desembre de 1941, els nazis van executar uns 27.500 jueus letons del gueto en fosses precavades als boscos propers a Rumbula, en el que es coneix com la massacre de Rumbula. El «gueto gran» havia tingut una existència de tan sols 37 dies. Solament uns 4.500 treballadors qualificats de les unitats de treball masculines van sobreviure, estant confinats al «ghetto petit», junt a prop de 500 dones, que havien estat classificats com a costureres.
El primer transport amb 1.053 jueus de Berlín va arribar a l'estació de trens Skirotava de Riga el 30 de novembre de 1941. Totes les persones van ser assassinades aquell mateix dia al bosc Rumbula. Els següents quatre trens que van arribar amb aproximadament 4.000 persones, els qui van ser allotjades en un pati buit, anomenats camps de concentració provisionals Jungfernhof, per ordre del SS-Brigadeführer i comandant dels Einsatzgruppen A, Franz Walter Stahlecker.

## Instal·lació del gueto «petit»
Després dels assassinats en massa a Rumbula, els supervivents van ser instal·lats al gueto petit. Mentre que per tot Riga s'havien col·locat cartells, assenyalant que: «Qualsevol persona que informi les autoritats sobre una persona sospitosa, o un jueu amagat, rebrà una gran suma de diners, i molts altres gratificacions i privilegis». Es van crear a més a més passaports interns per identificar la població, els quals eren sol·licitats, per exemple, per a rebre una recepta mèdica.13 Va ser nomenat com a comandant nazi del petit gueto un oficial de cognom Stanke, qui també havia participat en la liquidació del gueto gran, sent assistit per un letó anomenat Dralleo, que es va guanyar una reputació de brutalitat entre els jueus. Tal com al gueto gran, el perímetre estava vigilat també per guàrdies letons.